# Jasikovica
Jasikovica (serbisch-kyrillisch Јасиковица) ist ein Dorf in Serbien in der Opština Trstenik im Okrug Rasina. 2002 zählte es 967 Einwohner, viele der Bürger wohnen im Ausland.
Nachbardörfer von Jasikovica sind Bučje, Kamenjaca, Gornja Crnisava und Leskovica.
Koordinaten: 43° 33′ N, 21° 2′ O